# Il grande Gatsby (film 2013)
Il grande Gatsby (The Great Gatsby) è un film del 2013 diretto da Baz Luhrmann ed interpretato da Leonardo DiCaprio, Carey Mulligan e Tobey Maguire.
La pellicola, tratta dal romanzo omonimo di Francis Scott Fitzgerald, è la quarta trasposizione cinematografica di tale opera letteraria, dopo una versione muta del 1926 andata perduta, una seconda del 1949 e una terza, più famosa, del 1974.

## Trama
Stati Uniti d'America, inverno del 1929. Nick Carraway, un veterano della prima guerra mondiale laureatosi all'università di Yale, si trova in un ospedale psichiatrico per curare la sua dipendenza da alcol. Durante una seduta con il suo medico psichiatra Walter Perkins, Nick inizia a parlare di quello che definisce l'uomo più promettente che avesse mai incontrato, Jay Gatsby. Il medico, notando la difficoltà di Nick nell'esprimere a parole i suoi pensieri, gli suggerisce di scrivere ciò che sta pensando, dal momento che la scrittura è la sua vera passione.
Nell'estate del 1922, Nick si trasferisce dal midwest a New York per lavorare come agente di borsa, affittando una piccola casa a West Egg, Long Island, accanto a un sontuoso palazzo di proprietà di Jay Gatsby, un misterioso magnate d'affari che ogni fine settimana tiene enormi e stravaganti feste nella sua tenuta, a cui moltissime persone partecipano senza che nessuna di loro sia invitata. Un giorno Nick si reca sulla costa opposta della baia, a East Egg, per pranzare con sua cugina Daisy Buchanan e con il marito di lei, Tom Buchanan, conosciuto da Nick all'epoca del college. Durante la visita, a Nick viene presentata Jordan Baker, una giovane e cinica giocatrice di golf, con la speranza che i due si innamorino. Durante una conversazione, Jordan rivela a Nick che Tom ha un'amante che vive nella Valle delle Ceneri, una discarica industriale tra West Egg e New York. Non molto tempo dopo, Nick e Tom stanno attraversando la zona in auto per recarsi a un locale in città e si fermano in una stazione di rifornimento di proprietà di George Wilson, la cui moglie Myrtle è proprio l'amante di Tom.
Mentre l'estate avanza, Nick riceve un invito a una delle feste di Gatsby. Al suo arrivo però scopre che lui è l'unico ad aver ricevuto l'invito e che nessuno dei presenti ha mai visto fisicamente Gatsby. Esistono diverse teorie su chi sia costui: per alcuni è una spia tedesca, per altri un principe, per altri ancora un veterano dell'esercito e per altri ancora un assassino. Durante la festa, Nick incontra Jordan e riesce poi a conoscere Gatsby, che si rivela essere sorprendentemente giovane e piuttosto in disparte. In seguito il maggiordomo di Gatsby informa Jordan che il suo padrone vuole parlare con lei in privato.
Gatsby prende apparentemente in simpatia Nick e, un giorno, gli offre di fare insieme un giro in città sulla sua costosa automobile gialla. Durante il viaggio per la città Gatsby rivela a Nick la sua storia, dicendogli di aver studiato presso Oxford, di aver combattuto in guerra ricevendo numerose onorificenze e di essere nato in una famiglia benestante del midwest i cui membri ormai sono tutti morti. Gatsby porta poi Nick in uno dei tanti speakeasy, dove gli presenta Meyer Wolfsheim, un boss della malavita suo socio in affari, nonché colui che è stato capace di truccare le World Series del 1919. Durante il pranzo si imbattono in Tom: Gatsby appare a disagio e lascia subito il luogo. Più tardi, in spiegazione a ciò, Jordan rivela a Nick che Gatsby aveva avuto una relazione con Daisy cinque anni prima, che era ancora innamorato di lei e che aveva organizzato tutte quelle feste nella speranza che almeno una volta Daisy si sarebbe impressionata e sarebbe venuta. Gatsby chiede poi a Nick di invitare Daisy a casa sua per un tè, ma di non menzionare la sua presenza.
Dopo un incontro piuttosto goffo, Gatsby e Daisy iniziano una relazione. Gatsby è però piuttosto costernato dal fatto che Daisy vuole scappare da New York con lui, poiché il suo piano iniziale prevedeva di vivere insieme nella sua villa. Nel frattempo, Nick dice a Gatsby che secondo lui il passato non può essere ripetuto, ma il miliardario respinge l'osservazione. Cercando di mantenere segreta la relazione con Daisy, Gatsby licenzia la maggior parte dei suoi domestici e interrompe le grandi feste. Alla fine, Gatsby telefona a Nick per chiedergli di accompagnarlo insieme a Jordan alla casa di Tom, dove ha intenzione di rivelargli che Daisy lo vuole lasciare. Nick è titubante, ma Gatsby insiste, dicendo che gli serve il suo aiuto.
Durante il pranzo Tom diventa sempre più sospettoso di Gatsby, poiché lo vede fissare appassionatamente Daisy. Quest'ultima ferma però Gatsby dal rivelare il loro rapporto e propone di recarsi in città all'Hotel Plaza. Tom prende la macchina gialla di Gatsby insieme a Nick e Jordan, mentre Gatsby e Daisy prendono l'auto di Tom, un coupé di colore blu. Durante il viaggio Tom si ferma alla stazione di rifornimento di George e scopre che esso ha intenzione di trasferirsi ad ovest perché pensa che la moglie lo tradisca. Al Plaza, Gatsby rivela a Tom che lui e Daisy stanno insieme, sostenendo che lei non lo ha mai amato, allora Tom, indignato, lo accusa di fare fortuna illegalmente attraverso il contrabbando con i suoi amici gangster. Daisy dice quindi a Gatsby che lei lo amava e che lo ama ancora, ma anche che non può dire di non aver mai amato Tom, il quale afferma di amare ancora Daisy e che si prenderà più cura di lei. Nel momento in cui Tom dice a Gatsby che lui è diverso da loro a causa della sua origine umile, egli gli si scaglia contro spaventando Daisy, che decide poi di andarsene con Gatsby a bordo della sua macchina gialla.
Più tardi, quella notte, Myrtle si precipita in strada dopo un litigio con il marito a causa della sua infedeltà, vede la macchina gialla di Gatsby avvicinarsi e gli corre incontro credendo che sia Tom a guidarla, tuttavia viene investita e uccisa all'istante. In seguito, Tom, Nick e Jordan si fermano vicino alla stazione di rifornimento per la presenza di una grande folla e scoprono così che Myrtle è morta. Tom dice quindi a George che quella macchina gialla appartiene in realtà a Gatsby e che probabilmente era lui l'amante di Myrtle. Arrivato a casa di Tom, Nick scopre Gatsby seminascosto in giardino che gli rivela accidentalmente che in realtà era Daisy a guidare la macchina, ma che ha intenzione di prendersi lui la colpa. Nick origlia poi una conversazione tra Tom e Daisy, che accetta la sua promessa di prendersi cura di lei e di scappare via dalla città insieme. Nick è deluso ma decide di non dire niente a Gatsby, che intanto lo invita per la notte e che poi gli racconta le sue vere origini: è nato in una famiglia povera, il suo vero nome è James Gatz, aveva chiesto a Daisy di aspettarlo dopo la guerra finché non avesse fatto qualcosa e poi aveva incontrato Meyer Wolfsheim ed era entrato nel suo business.
La mattina dopo, Nick saluta Gatsby e va al lavoro. Nel frattempo, Gatsby decide di fare una nuotata prima che la piscina venga svuotata per l'inverno, ma sente il telefono squillare e, pensando che sia Daisy, esce dalla piscina mentre il maggiordomo risponde al telefono. Gatsby viene quindi ucciso da George, intrufolatosi nell'edificio, che, dopo avergli sparato, a sua volta si uccide. Nick invita Daisy al funerale di Gatsby, ma scopre che lei, Tom e la loro figlia hanno appena lasciato New York. Il funerale è frequentato solo da giornalisti e fotografi, che vengono cacciati da Nick con rabbia. I media accusano poi Gatsby di essere l'amante di Myrtle e colui che l'ha uccisa; Nick, rimasto l'unica persona a conoscere la verità, si rende quindi conto che lui è l'unica persona a cui realmente interessava Gatsby. Disgustato da New York e dalla sua gente, Nick lascia la città, non prima di aver fatto una passeggiata attraverso la casa abbandonata di Gatsby, riflettendo sulla sua attitudine unica alla speranza:
(Nick Carraway nel finale del film)

## Produzione

### Budget
Il budget stanziato per la realizzazione del film è di 105 milioni di dollari.

### Cast
Per la parte di Daisy sono state prese in considerazione attrici come Amanda Seyfried, Rebecca Hall, Rachel McAdams, Keira Knightley, Blake Lively, Abbie Cornish, Michelle Williams, Natalie Portman, Eva Green, Anne Hathaway, Olivia Wilde, Jessica Alba e Scarlett Johansson, ma alla fine fu scelta Carey Mulligan.
Per il ruolo di Tom Buchanan ha rifiutato la parte Ben Affleck, per il sovrapporsi con altre riprese; mentre Bradley Cooper e Luke Evans erano stati presi in considerazione prima dell'ufficialità di Joel Edgerton.
Hayley Atwell fu considerata per il ruolo di Jordan Baker, ma fu scartata.

### Riprese
Le riprese del film sono state effettuate in Australia, nelle Blue Mountains e a Sydney, tra l'estate e l'autunno del 2011.

## Colonna sonora

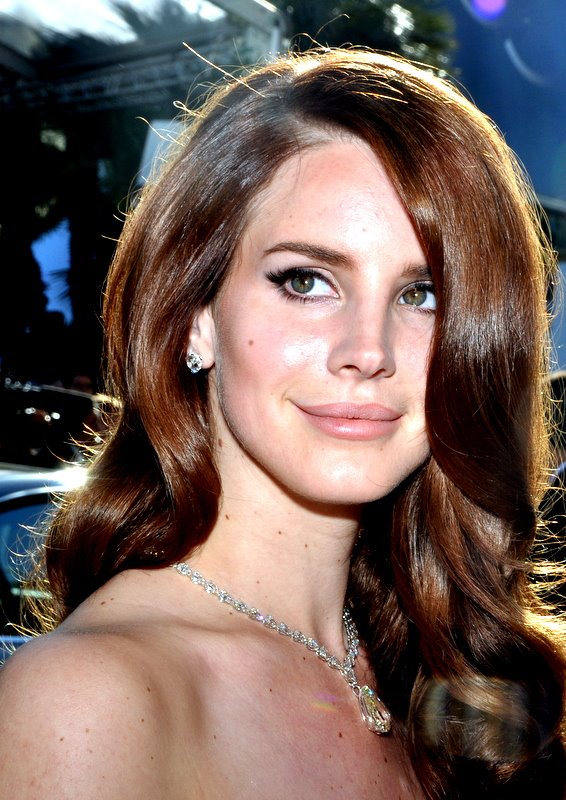
Lana Del Rey, autrice della canzone Young and Beautiful, nel 2012

L'album della colonna sonora, intitolato The Great Gatsby: Music from Baz Luhrmann's Film, è stato pubblicato il 6 maggio 2013 in due versioni: una della durata complessiva di 56 minuti e 56 secondi e un'altra, con tre brani extra, della durata di un'ora, 12 minuti e 34 secondi. Produttori esecutivi della colonna sonora sono il rapper Jay-Z e il cantante The Bullitts.
La canzone Young and Beautiful, scritta dalla cantante Lana Del Rey e dal produttore  Rick Nowels, è stato il primo singolo estratto dall'album. Il brano è stato ampiamente utilizzato nella promozione, è infatti apparso nel trailer ufficiale del film, e fa, inoltre, da sfondo alla scena in cui i personaggi di Leonardo DiCaprio e Carey Mulligan esprimono i loro sentimenti romantici reciproci. La rivista Rap-Up ha definito la canzone «inquietante», mentre MTV l'ha definita «un suono triste». Tra gli altri brani vi sono poi: Over the Love di Florence and the Machine che fa riferimento alla "luce verde" nel suo testo e la cover di Back to Black eseguita da Beyoncé e André 3000, quest'ultima particolarmente elogiata da Chris Payne di Billboard.
Parlando dei suoi obiettivi per la colonna sonora del film, Baz Luhrmann ha espresso il suo desiderio di voler fondere la musica dell'età del jazz, che viene associata al periodo in cui è ambientato il film, con pezzi moderni. Proprio come nei precedenti film Moulin Rouge! e Romeo + Giulietta di William Shakespeare, Luhrmann non ha utilizzato la musica come uno sfondo, ma è invece ben visibile in primo piano, assumendo così un carattere proprio.

### Tracce
1. Jay-Z – 100$ Bill – 3:20
2. Beyoncé e André 3000 – Back to Black – 3:21
3. Will.i.am – Bang Bang – 4:39
4. Fergie, Q-Tip e GoonRock – A Little Party Never Killed Nobody (All We Got) – 4:01
5. Lana Del Rey – Young and Beautiful – 3:56
6. Bryan Ferry e The Bryan Ferry Orchestra – Love Is the Drug – 2:41
7. Florence and the Machine – Over the Love – 4:21
8. Coco O – Where the Wind Blows – 3:50
9. Emeli Sandé e The Bryan Ferry Orchestra – Crazy in Love (cover) – 3:08
10. The xx – Together – 5:25
11. Gotye – Hearts a Mess – 6:04
12. Jack White – Love Is Blindness (cover) – 3:18
13. Nero – Into the Past – 5:17
14. Sia – Kill and Run – 3:35
15. Jay-Z & Kanye West – Who Gon Stop Me – 4:17

## Distribuzione

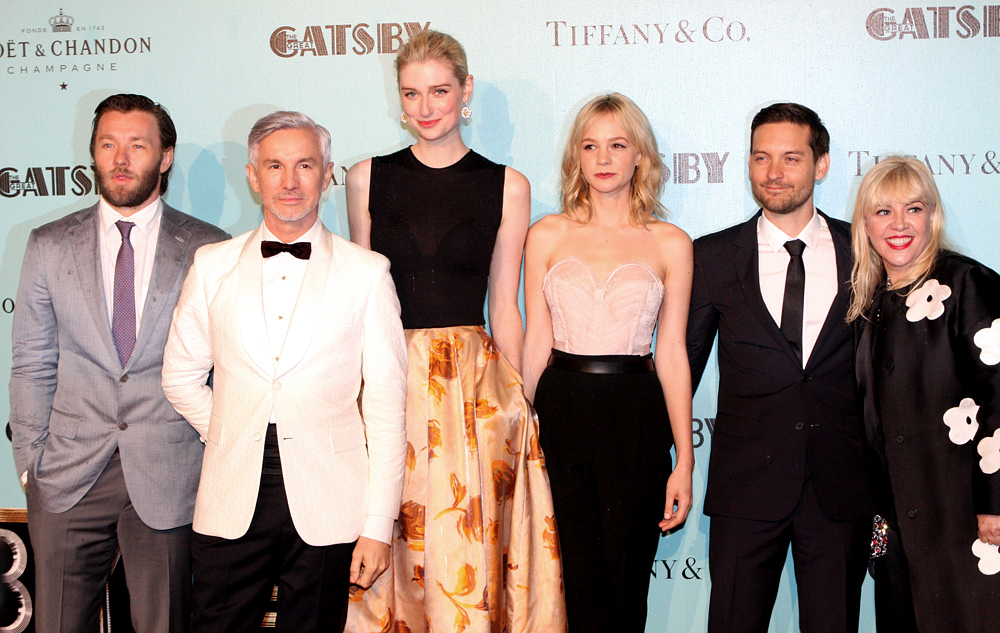
Gli attori Joel Edgerton, Elizabeth Debicki, Carey Mulligan, Tobey Maguire, il regista Baz Luhrmann e la moglie, nonché scenografa e costumista Catherine Martin alla première australiana.

In origine, il film sarebbe dovuto uscire nelle sale statunitensi il 15 dicembre 2012, ma l'uscita è stata in seguito rinviata all'estate del 2013. In Italia, invece, l'uscita del film era programmata per il 13 febbraio 2013 ma, con un annuncio al Ciné 2012 di Riccione, venne poi anticipata al periodo natalizio, salvo poi essere posticipata, come accaduto negli Stati Uniti, a data da definirsi nel 2013. I motivi dello slittamento, inizialmente non specificati, andrebbero ricondotti secondo fonti interne all'enorme budget preteso da Luhrmann, mentre il regista ha dichiarato che il ritardo è da attribuirsi alla grande mole di lavoro richiesto dalla colonna sonora, composta da brani firmati dai «più grandi artisti contemporanei».
Il 20 settembre 2012 viene ufficialmente annunciata la data d'uscita nelle sale statunitensi, il 10 maggio 2013, in Italia è stata invece fissata la data del 16 maggio. L'uscita del film è stata, inoltre, accompagnata da tre première: una a New York il 1º maggio, una durante il Festival di Cannes 2013 il 15 maggio e una a Sydney il 22 maggio.

### Data di uscita
Il film è stato distribuito nel 2013 nelle seguenti date:
- 9 maggio in Repubblica Dominicana
- 10 maggio in Canada, Stati Uniti d'America e Vietnam (Dai Gia Gatsby)
- 15 maggio in Belgio, Egitto, Francia (Gatsby le magnifique) e Svizzera francese
- 16 maggio in Argentina (El gran Gatsby), Austria, Corea del Sud, Croazia (Veliki Gatsby), Danimarca (Den store Gatsby), Emirati Arabi Uniti, Georgia (Didi getsbi), Germania (Der große Gatsby), Grecia (Ο υπέροχος Γκάτσμπυ), Hong Kong, Irlanda, Israele (Gatsby ha'gadol), Italia (Il grande Gatsby), Kuwait, Libano, Macedonia, Malaysia, Paesi Bassi, Perù (El gran Gatsby), Porto Rico, Portogallo (O Grande Gatsby), Regno Unito, Repubblica Ceca, Russia (Великий Гэтсби), Serbia (Veliki Getsbi), Singapore, Slovacchia, Slovenia (Veliki Gatsby), Svizzera italiana e tedesca, Thailandia, Ucraina (Великий Гетсбi) e Ungheria (A nagy Gatsby)
- 17 maggio in Bulgaria (Великият Гетсби), Colombia, Estonia (Suur Gatsby), Filippine, Finlandia (The Great Gatsby - Kultahattu), India, Indonesia, Islanda, Lituania (Didysis Getsbis), Paraguay, Polonia (Wielki Gatsby), Romania (Marele Gatsby), Spagna (El gran Gatsby), Sudafrica, Svezia (Den store Gatsby), Taiwan, Turchia (Muhtesem Gatsby) e Uruguay
- 22 maggio in Norvegia (Den store Gatsby)
- 24 maggio in Pakistan
- 30 maggio in Australia, Bolivia (El gran Gatsby) e Cile (El gran Gatsby)
- 31 maggio in Messico (El gran Gatsby)
- 6 giugno in Nuova Zelanda
- 7 giugno in Brasile (O Grande Gatsby)
- 14 giugno in Giappone
- 26 giugno in Venezuela (El gran Gatsby)
- 23 agosto in Ecuador
- 30 agosto in Cina

### Divieti
In Italia, il film è stato distribuito con il visto censura «film per tutti». Invece, negli Stati Uniti d'America, la Motion Picture Association of America gli ha assegnato il visto PG-13, ovvero vietato ai minori di 13 anni non accompagnati dai genitori, per la presenza di «immagini violente, contenuti sessuali, fumo, feste e linguaggio greve». Anche altri paesi hanno imposto visti di censura simili, per esempio l'Australia, la Germania e il Regno Unito.

### Edizione italiana
Il doppiaggio della versione italiana, il cui titolo è stato tradotto in Il grande Gatsby, è stato curato dalla società CDC Sefit Group e diretto da Filippo Ottoni. Inoltre, Francesco Pezzulli, doppiatore di Leonardo DiCaprio, ha ricevuto nel 2013 il Leggio d'Oro interpretazione maschile per il suo lavoro. La distribuzione del film è stata invece curata da Warner Bros.

### Edizioni home video
Il DVD del film è stato pubblicato negli Stati Uniti d'America a partire dal 27 agosto 2013, mentre in Italia dal 18 settembre. Sono state rese disponibili ben quattro diverse edizioni: una con un solo disco, una con un disco e un CD contenente le migliori canzoni della colonna sonora, una con due dischi e un'altra con due dischi e il CD musicale. Il disco extra delle ultime due edizioni, oltre al film in digitale, è arricchito da contenuti speciali (La grandezza di Gatsby, Gag reel, Dentro e fuori con Tobey Maguire, I Suoni Swinging di Gatsby, The Jazz Age, Razzle Dazzle: The Fashion of the '20s, Fitzerald's Visual Poetry, Gatsby Revealed e Scene cancellate con finale alternativo) della durata complessiva di circa due ore.
Il Blu-ray Disc è stato distribuito insieme al DVD dal 27 agosto 2013 negli Stati Uniti e dal 18 settembre in Italia. Sono state rese disponibili tre edizioni: una con un solo disco, una con un disco e un CD con le migliori canzoni della colonna sonora e una con due dischi, uno per il Blu-Ray 2D e uno per il Blu-Ray 3D. Anche le tre edizioni del Blu-Ray includono i contenuti speciali presenti nel DVD, che ammontano a circa due ore.

## Accoglienza

### Incassi
Il grande Gatsby ha incassato complessivamente, in tutto il mondo, circa 351 milioni di dollari, classificandosi come ventiduesimo maggiore incasso mondiale del 2013. La pellicola rappresenta anche il maggiore incasso mai realizzato dal regista Baz Luhrmann. In Italia, il film ha incassato complessivamente € 7.240.948, classificandosi come ventiquattresimo maggiore incasso della stagione cinematografica italiana 2012-2013. Inoltre, nei soli primi quattro giorni di proiezione il film ha incassato 2,8 milioni di euro, classificandosi primo al box office italiano settimanale.
Nel Nord America, il film ha incassato complessivamente oltre 144 milioni di dollari, di cui 19,4 nel solo giorno di apertura, includendo anche i 3,25 milioni delle proiezioni della sera del giorno precedente. Poi, nel primo weekend, con un incasso di circa 51 milioni di dollari, la pellicola si classifica secondo al box office dietro solo ad Iron Man 3. Ciò rappresenta anche il secondo maggiore incasso nel weekend di apertura per un film dell'attore Leonardo DiCaprio, dietro al film Inception del 2010.

### Critica
Il grande Gatsby ha ricevuto recensioni contrastanti da parte della critica. L'aggregatore di recensioni Rotten Tomatoes gli attribuisce un indice di gradimento del 49% sulla base di 256 recensioni, con una valutazione media di 5,6 su 10; il sito riporta poi una recensione generale nella quale si afferma: «Anche se certamente ambizioso - e altrettanto visivamente abbagliante come ci si potrebbe aspettare - Il grande Gatsby di Baz Luhrmann sottolinea lo splendore visivo a spese del cuore pulsante della sua opera d'origine». Il sito Metacritic da, invece, un punteggio di 55 su 100 sulla base di 54 recensioni, con l'indicazione «recensioni contrastanti o medie».
Tra i principali critici, Joe Morgenstern del The Wall Street Journal ha dichiarato di aver percepito che le scenografie elaborate avevano fallito e che quello che era «sbagliato con il film è che non c'è realtà per intensificare. È uno spettacolo in cerca di un'anima».
Una recensione media, di 2,9 su 5, è stata invece data da Marzia Gandolfi sul sito MYmovies, che ha scritto: «Non c'è dubbio, infatti, che nel libro di Fitzgerald ci sia un corpo che domanda di essere tradotto esattamente con il linguaggio del cinema e della musica: è quello che parla della trasformazione fisica del protagonista, dei costumi che indossa, dell'architettura che abita, degli straordinari eventi che ospita; dell'epoca che incarna. E non è tanto su questo fronte, come verrebbe da pensare pregiudizialmente, che il film di Luhrmann è ridondante: il regista australiano sa animare come pochi altri una festa cinematografica e qui lo conferma a più riprese [...] Ma c'è anche un'anima, nel romanzo, autobiografica e disperata, che parla molto più in sordina di quanto non faccia il film di Luhrmann, che pecca in più riprese di un'eccessiva esplicitazione dei sentimenti in campo, si compiace rovinosamente nel finale, e di fatto non trova una via altrettanto personale».
Tra i pareri più positivi troviamo invece quello di A. O. Scott del New York Times, che ritiene che l'adattamento sia «molto divertente» e «meno un adattamento cinematografico tradizionale che una vistosa, scadente opera, una ribelle, celebrazione riccamente teatrale della stravaganza emotiva e materiale che Fitzgerald ha esaminato con affascinata ambivalenza». Scott ha inoltre consigliato che «il modo migliore per godersi il film è quello di mettere da parte qualsiasi fine letterario che siete tentati di portare con voi».
Ty Burr del Boston Globe ha riservato un elogio speciale alla performance di Leonardo DiCaprio, affermando: «magnifica è l'unica parola per descrivere questa performance». Anche il The Hollywood Reporter ha elogiato gli attori, in particolare DiCaprio e Carey Mulligan, per la loro interpretazione «di prima classe», anche se questa «produzione enorme è esagerata dall'inizio alla fine». The Scene Magazine, che ha dato al film una B-, ha dichiarando: «l'attore che spicca è Joel Edgerton nel ruolo di Tom Buchanan che ha fatto un ottimo lavoro per mostrare l'asprezza del personaggio, nonostante l'unidimensionalità datagli».
Il ruolo di Tobey Maguire come Nick ha invece ricevuto recensioni contrastanti dalla critica, con Philip French del Guardian che lo ha definito «non idoneo al ruolo o male diretto». Ann Hornaday del The Washington Post ha affermato: «Tobey Maguire è la consueta presenza recessiva, poco incisivo sia come parte dinamica degli eventi che descrive o come loro testimonianza esatta», mentre Elizabeth Weitzman del Daily News ha dichiarato che nonostante «le competenze ironico-osservazionali necessarie per la creanza tipica del midwest di Nick» il personaggio è «diretto verso una performance con gli occhi spalancati e una nota». Rick Groen del Toronto Star ha invece dato una recensione più positiva del personaggio di Maguire, affermando: «il nostro narratore, è incline alla sua retorica occasionalmente viola. Ma quella presunzione imposta, l'immagine di una scrittura depressiva talentuosa dall'interno della bagattella della sua immaginazione, sembra confermare la sua prosa gonfiata e, meglio ancora, ci fa riapprezzare la sua poesia intrinseca».
Nel luglio 2019 il sito Indiewire.com, specializzato in cinema e critica cinematografica, posiziona il film al novantottesimo posto dei migliori cento film del decennio 2010-2019.

## Riconoscimenti
- 2014 - Premio Oscar
  - Miglior scenografia a Catherine Martin e Beverley Dunn
  - Migliori costumi a Catherine Martin
- 2014 - British Academy Film Award
  - Miglior scenografia a Catherine Martin e Beverley Dunn
  - Migliori costumi a Catherine Martin
  - Candidato per il Miglior trucco e acconciatura a Maurizio Silvi e Kerry Warn
- 2014 - Satellite Awards
  - Migliore scenografia a Catherine Martin e Beverley Dunn
  - Miglior canzone originale a Lana Del Rey per Young and Beautiful
  - Candidato per i migliori costumi a Catherine Martin
- 2014 - Empire Awards
  - Candidato per il miglior debutto a Elizabeth Debicki
- 2014 - Costume Designers Guild Awards
  - Candidato per i miglior costumi per un film in costume a Catherine Martin
- 2014 - Art Directors Guild Awards
  - Miglior scenografia per un film ambientato nel passato a Catherine Martin
- 2014 - People's Choice Awards
  - Candidato per il miglior film drammatico
- 2014 - VES Awards
  - Candidato per i migliori effetti visivi di supporto in un lungometraggio cinematografico
- 2014 - Make-Up Artists and Hair Stylists Awards
  - Candidato per il miglior Period and/or Character Make-Up a Maurizio Silvi e Lesley Vanderwalt
- 2014 - Motion Picture Sound Editors
  - Miglior montaggio sonoro nella musica a Jason Ruder
- 2014 - Grammy Award
  - Candidato per la miglior compilation per media audio-visivi a Baz Luhrmann
  - Candidato per la miglior canzone scritta per media audio-visivi a Lana Del Rey per Young and Beautiful
  - Candidato per la miglior colonna sonora per media audio-visivi a Craig Armstrong
- 2014 - AACTA Award
  - Miglior film a Baz Luhrmann, Catherine Martin, Douglas Wick, Lucy Fisher e Catherine Knapman
  - Miglior regista a Baz Luhrmann
  - Miglior sceneggiatura non originale a Baz Luhrmann e Craig Pearce
  - Miglior attore Leonardo DiCaprio
  - Miglior attore non protagonista Joel Edgerton
  - Miglior attrice non protagonista Elizabeth Debicki
  - Miglior fotografia a Simon Duggan
  - Miglior montaggio a Matt Villa, Jason Ballantine e Jonathan Redmond
  - Miglior colonna sonora a Craig Armstrong
  - Miglior sonoro a Wayne Pashley, Jenny Ward, Fabian Sanjurjo, Steve Maslow, Phil Heywood e Guntis Sics
  - Miglior scenografia a Catherine Martin, Karen Murphy, Ian Gracie e Beverley Dunn
  - Migliori costumi a Catherine Martin, Silvana Azzi Heras e Kerry Thompson
  - Candidato per la miglior attrice Carey Mulligan
  - Candidato per la miglior attrice non protagonista Isla Fisher
- 2014 - AACTA International Award
  - Candidato per il miglior regista internazionale a Baz Luhrmann
  - Candidato per il miglior attore non protagonista internazionale a Joel Edgerton

## Inesattezze storiche
- In una scena del film, quando Nick si affaccia alla finestra durante il party con Tom e Myrtle, è possibile vedere l'Empire State Building in costruzione, ma ciò risulta impossibile poiché la costruzione del grattacielo non iniziò prima del 1930, mentre la scena è ambientata nel 1922.